# Blossia angolensis
Blossia angolensis es una especie de arácnido  del orden Solifugae de la familia Daesiidae.

## Distribución geográfica
Se encuentra en Angola.